# 国宝 (小説)
『国宝』（こくほう）は、吉田修一の小説である。吉田修一作家生活20周年記念作品、及び朝日新聞出版10周年記念作品。
2025年に映画版が公開された。

## 概要
『朝日新聞』に2017年1月1日から2018年5月29日にかけて連載された後、加筆修正され2018年9月7日に『国宝 上 青春篇』『国宝 下 花道篇』の二部構成で朝日新聞出版から同日発売された。執筆のきっかけとなったのは溝口健二の『残菊物語』作中の演目『積恋雪関扉』を見て惹きつけられたからだという。第69回芸術選奨文部科学大臣賞、第14回中央公論文芸賞受賞。映画が公開された2025年6月には、全国書店での文庫売上が1位を独占して書籍・電子版を合わせて累計130万部を突破した。

## あらすじ
任侠に生まれて、歌舞伎役者に引き取られた喜久雄と歌舞伎の名門に生まれた俊介。 2人が芸の道に生きる物語。

## 書誌情報

### 小説
- 吉田修一（著）『国宝』朝日新聞出版、上下巻
  1. 上巻 2018年9月7日発売[9]、ISBN 978-4-02-251565-0
  2. 下巻 2021年9月7日発売[10]、ISBN 978-4-02-251566-7
- 吉田修一（著）『国宝』朝日新聞出版〈朝日文庫〉、上下巻
  1. 上巻 2021年9月7日発売[11]、ISBN 978-4-02-265008-5
  2. 下巻 2021年9月7日発売[12]、ISBN 978-4-02-265009-2

### 漫画
- 吉田修一（原作）・三国史明（作画）『国宝』小学館〈ビッグコミックス〉、既刊1巻（2024年9月30日現在）
  1. 2024年9月30日発売[13]、ISBN 978-4-09-863078-3

## 映画
2025年6月6日に公開された。監督は李相日、主演は吉沢亮。PG12指定。李が吉田修一の作品を映画化するのは、『悪人』『怒り』に続き3度目となる。
2025年5月18日（日本時間19日）、第78回カンヌ国際映画祭の「監督週間」部門で世界初上映された。上海国際映画祭のインターナショナル・パノラマ部門のカンヌ・エクスプレス、ニュージーランド国際映画祭Visions部門、トロント映画祭スペシャルプレゼンテーション部門にも出品・上映される。
劇中で登場する歌舞伎の演目は、『関の扉』、『連獅子』、『二人藤娘』、『二人道成寺』、『曽根崎心中』、『鷺娘』。

### キャスト
- 立花喜久雄（花井東一郎）：吉沢亮
- 大垣俊介（花井半弥）：横浜流星[20]
- 福田春江：高畑充希[21]
- 大垣幸子：寺島しのぶ[21]
- 彰子：森七菜[21]
- 竹野：三浦貴大[21]
- 藤駒：見上愛[21]
- 少年・喜久雄：黒川想矢[21]
- 少年・俊介：越山敬達[21]
- 立花権五郎：永瀬正敏[21]
- 梅木：嶋田久作[21]
- 立花マツ：宮澤エマ[21]
- 吾妻千五郎：中村鴈治郎[22]
- 小野川万菊：田中泯[21]
- 花井半二郎：渡辺謙[21]
- 綾乃：瀧内公美[23]

### スタッフ
- 原作：吉田修一『国宝』（朝日新聞出版刊）
- 監督：李相日
- 脚本：奥寺佐渡子[2][3]
- 音楽：原摩利彦[16]
- 主題歌：原摩利彦 feat. 井口理「Luminance」　作曲：原摩利彦　作詞：坂本美雨（Sony Music Labels Inc.）[24]
- 製作：岩上敦宏、伊藤伸彦、荒木宏幸、市川南、渡辺章仁、松橋真三[16]
- 企画・プロデュース：村田千恵子[16]
- プロデューサー：松橋真三[16]
- 撮影：ソフィアン・エル・ファニ[16]
- 美術監督：種田陽平[16]
- 照明：中村裕樹[16]
- 音響：白取貢[16]
- 特機：上野隆治[16]
- キャスティングディレクター：元川益暢, CSA[16]
- 美術：下山奈緒[16]
- 装飾：酒井拓磨[16]
- 編集：今井剛[16]
- VFX Supervisor：白石哲也[16]
- スクリプター：田口良子[16]
- 衣装デザイン：小川久美子[16]
- 衣装：松田和夫[16]
- ヘアメイク：豊川京子[16]
- 特殊メイク：JIRO[16]
- 床山：荒井孝治、宮本のどか[16]
- 肌絵師：田中光司[16]
- 音楽プロデューサー：杉田寿宏[16]
- 音響効果：北田雅也[16]
- 振付：谷口裕和、吾妻徳陽[16]
- 助監督：岸塚祐季[16]
- 制作担当：関浩紀、多賀典彬[16]
- 宣伝プロデューサー：岡田直紀
- アソシエイトプロデューサー：里吉優也、久保田傑、榊田茂樹[16]
- 歌舞伎指導：中村鴈治郎[22][16]
- 配給：東宝[25][16]
- 制作プロダクション：CREDEUS[25]
- 製作幹事：アニプレックス、MYRIAGON STUDIO[25]
- 製作：映画「国宝」製作委員会

### 制作エピソード
本作を制作するにあたりメインキャストである吉沢亮と横浜流星は歌舞伎の舞踊や所作も含めた稽古に1年半の時間をかけ、撮影には3ヶ月の時間をかけた。映画撮影後のインタビュー時に吉沢は「稽古を1年半やって、やればやるほど間に合わないことに気づいていくんです。子どもの頃から舞台に立つ皆さんと比べたら、もちろん1年半でどうにかなる話ではないのですが、それを理解しながらそれでも食らいついていく精神力というか、歌舞伎にしがみつく意地がこの映画には必要だったんだという気がしました」と語り、横浜は「自分もあまり歌舞伎の世界について知りませんでした。知っていると必要のないことまで頭に入ってきてしまうでしょうし、知らないからこそ知ろうと追い求めた部分はあったかもしれません。しきたりにも敬意を払いつつ歌舞伎役者を生きたことも含め、無我夢中でやり切れたかなと思っています」と語っている。
本作の中で演じていて強く印象に残ったシーンについて質問された吉沢は「胸を打つというのとは違うかもしれませんが、ビルの屋上で狂ったように踊るシーン。3テイクくらい撮ったなかで、やっていることもバラバラでほぼアドリブだったんです。使われたのは最後のテイクで、監督に森七菜ちゃんの顔を見ていてって言われたんです。それでバッと見ていたら『どこ見ているの？』って七菜ちゃんに言われて。『どこ見てたんやろな』って自然と出てきたセリフだったんです。僕自身のフィルターを通しながら、確かに喜久雄ってどこ見ているんだろう？　と分からなくなる瞬間で、すごく素直にあの言葉が出てきたこともあり、あのシーンの撮影風景も含めて何もかもが印象に残っています」と答えている。
印象に残ったシーンや台詞について質問された横浜は「俊介が自分で発した『ほんもんの役者になりたい』というセリフは胸を打つというか……。俊介と自分は正反対の人間ですが、唯一その思いだけは共鳴できたというか、共感できた言葉でした」と答えている。

### 評価
- 公開から2週間余の6月22日時点で動員数152万人、興行収入21億円を突破している[27]。
- 歌舞伎俳優からも高く評価されており楽屋でも話題にのぼり、映画館に足を運ぶ俳優も多い。市川團十郎や片岡孝太郎も自身のSNSやブログで本作について触れている[27]。

- 8月17日までの公開73日間で動員747万人、興行収入105億円を突破し、『踊る大捜査線 THE MOVIE 2 レインボーブリッジを封鎖せよ!』(2003年、173.5億円) 以来、22年ぶりに興行収入が100億円を超えた作品となった。また、これにより『南極物語』(1983年、110.0億円) に次いで歴代実写邦画映画で歴代3位に浮上となった[28]。

|                                        | 動員数 （万人） | 動員数 （万人） | 動員数 （万人） | 興行収入 （億円） | 興行収入 （億円） | 出典・備考                                                      |
| 週末                                   | 週末            | 累計            | 週末            | 累計              |                   | 出典・備考                                                      |
| -------------------------------------- | --------------- | --------------- | --------------- | ----------------- | ----------------- | --------------------------------------------------------------- |
| 1週目の週末 （2025年6月6日・7日・8日） | 3位             | 24.5            | 24.5            | 3.5               | 3.5               |                                                                 |
| 2週目の週末 （6月13日・14日・15日）    | 2位             | 31.0            | 85.7            | 4.5               | 12.0              |                                                                 |
| 3週目の週末 （6月20日・21日・22日）    | 1位             | 34.8            | 152.8           | 5.2               | 21.5              |                                                                 |
| 4週目の週末 （6月27日・28日・29日）    | 1位             | 41.2            | 231.8           | 6.1               | 32.7              |                                                                 |
| 5週目の週末 （7月4日・5日・6日）       | 1位             | 44.0            | 319.0           | 6.5               | 44.8              | 4週連続で前週末の成績を超えるのは2000年以降の東宝配給作品の初。 |
| 6週目の週末 （7月11日・12日・13日）    | 1位             | 40.5            | 398.2           | 6.0               | 56.1              |                                                                 |
| 7週目の週末 （7月18日・19日・20日）    | 2位             | 34.6            |                 | 5.1               | 66.5              | 7月21日（祝日）まで累計興収68.5億円、動員486.6万人。            |
| 8週目の週末 （7月25日・26日・27日）    | 2位             | 28.3            | 538.9           | 4.2               | 76.0              | 日本歴代興収ランキングでトップ100入り。                         |
| 9週目の週末 （8月1日・2日・3日）       | 3位             | 30.9            | 604.8           | 4.4               | 85.0              |                                                                 |
| 10週目の週末 （8月8日・9日・10日）     | 5位             |                 |                 | 4.2               | 95.3              | 8月11日（祝日）まで累計興収95.3億円、動員677.3万人。            |
| 11週目の週末 （8月15日・16日・17日）   | 3位             | 36.5            | 747.3           | 5.4               | 105.4             | 公開71日間で興行収入100億円突破。                               |

## 漫画
同名のコミカライズが『ビッグコミックスピリッツ』（小学館）にて、2024年23号より連載されている。作画は三国史明が担当。小説を原作とした内容となっている。